# Erzbistum Santa Cruz de la Sierra
Das Erzbistum Santa Cruz de la Sierra (lateinisch Archidioecesis Sanctae Crucis de Sierra, spanisch Arquidiócesis de Santa Cruz de la Sierra) ist eine in Bolivien gelegene römisch-katholische Erzdiözese mit Sitz in Santa Cruz de la Sierra.

## Geschichte
Das Bistum Santa Cruz de la Sierra wurde am 5. Juli 1605 aus Gebietsabtretungen des Bistums La Plata o Charcas errichtet. Es war dem Erzbistum Sucre als Suffraganbistum unterstellt. Am 30. Juli 1975 wurde das Bistum Santa Cruz de la Sierra zum Erzbistum erhoben. Das Erzbistum gab in seiner Geschichte mehrmals Teile seines Territoriums zur Gründung neuer Bistümer ab.

## Bischöfe

### Bischöfe von Santa Cruz de la Sierra
- Antonio Calderón de León, 1605–1621
- Fernando de Ocampo OFM, 1621–1632
- Juan de Zapata y Figueroa, 1635–1642
- Juan de Arguinao y Gutiérrez, 1646–1659
- Juan de Ribera, 1659–1666
- Bernardino de Cárdenas Ponce, 1666–1668
- Juan de Esturizada OP, 1672–1679
- Pedro Cárdenas y Arbieto, 1680–1687
- Juan de los Ríos y Berriz, 1687–1698
- Juan Francisco de Padilla y San Martín OdeM, 1699–1700
- Pedro Vázquez de Velasco, 1706–1710
- Jaime de Mimbela OP, 26. Februar 1714 – März 1720, dann Bischof von Trujillo
- Juan Cabero y Toledo, 1720–1725
- Joannes de Moncada Hurtado de Figueroa, 1725
- Miguel Bernardino de la Fuenta y Rojas, 1728–1741
- Andrés Vergara Uribe, 1741–1744
- Juan Pablo de Olmedo, 1745–1755
- Bernardo José Pérez de Oblitas, 1756–1760
- Francisco Ramón Herboso y Figueroa, 1761–1776, dann Erzbischof von La Plata o Charcas
- Juan Domingo González de la Reguera, 16. Dezember 1776 – 18. September 1780, dann Erzbischof von Lima
- Alejandro José de Ochoa y Morillo, 1782–1791
- José Ramón de Estrada y Orgas, 1791–1792
- Manuel Nicolás Rojas de Argandoña, 1795–24. Mai 1803
- Antonio de San Firmino OCarm, 1805–1806 (vor Bischofsweihe verstorben)
- Francisco Javier Aldazábal, 23. März 1807–1812
- Agustín Francisco de Otondo, 1816–1826
- Manuel José Fernández de Cordova, 1835–1840
- Francisco de Paula León de Aguirre Velasco, 1840 (Amt nicht angetreten)
- Manuel Ángel del Prado Cárdenas, 1846–1855
- Agustín Gómez Cabezas y Sildo, 1856–1862
- Francisco Javier Rodríguez, 22. November 1869–1877
- Juan José Baldivia Morales, 15. Juli 1878 – 1. Juni 1891
- José Belisario Santistevan, 1. Juni 1891 – 30. März 1931
- Daniel Rivero Rivero, 30. März 1931 – 3. Februar 1940, dann Erzbischof von Sucre
- Augustin Arce Mostajo, 3. Dezember 1940 – 23. Mai 1958
- Luis Aníbal Rodríguez Pardo, 22. Mai 1958 – 30. Juli 1975

### Erzbischöfe von Santa Cruz de la Sierra
- Luis Aníbal Rodríguez Pardo, 30. Juli 1975 – 6. Februar 1991
- Julio Kardinal Terrazas Sandoval CSsR, 6. Februar 1991 – 25. Mai 2013
- Sergio Alfredo Gualberti, 25. Mai 2013 – 22. April 2022
- René Leigue Cesari, seit 22. April 2022